# Планкетт и Маклейн
«Планкетт и Маклейн» (англ. Plunkett & Macleane) — комедийный боевик режиссёра Джейка Скотта.

## Сюжет
События фильма разворачиваются в Англии середины XVIII века. Уилл Планкетт — обыкновенный бездельник-простолюдин, променявший профессию аптекаря на романтику большой дороги. Джеймс Маклейн — бывший аристократ, погрязший в долгах и потому вынужденный круто изменить свою жизнь. Вместе Планкетт и Маклейн — неуловимые и никем не превзойденные разбойники, осуществляющие самые невероятные авантюры и ограбления. Единственная драгоценность, которая может оказаться не по зубам беспечным «рыцарям ножа и пистолета», — красавица Ребекка, племянница главного королевского прокурора.

## В ролях
| Актёр            | Роль                                 |
| ---------------- | ------------------------------------ |
| Джонни Ли Миллер | капитан Джеймс Маклейн главный герой |
| Роберт Карлайл   | аптекарь Уилл Планкетт главный герой |
| Лив Тайлер       | леди Ребекка Гибсон                  |
| Кен Стотт        | Тэйкер                               |
| Алан Камминг     | лорд Рочестер                        |
| Майкл Гэмбон     | лорд Гибсон                          |
| Томми Флэнаган   | Эдди                                 |
| Мэттью Лукас     | сэр Освальд                          |
| Бен Миллер       | Диксон                               |
| Ноэль Филдинг    |                                      |
| Николас Фаррелл  |                                      |
| Стивен Уолтерс   | Деннис                               |

## Критика
Кинокритиками профильных изданий фильм принят негативно. Роджер Эберт из Chicago Sun-Times, перечисляя многочисленные недостатки картины (неумение режиссёра выстроить мизансцену, вторичность персонажей и диалогов, анахроничность саундтрека и так далее), наиболее язвительно отзывается об эпизодах шаблонного «кинематографического» избавления главных героев от опасностей:

Есть сцена, где Планкетт и Маклейн оказались в ловушке внутри кареты, которая прострелена бесчисленными пулями, как автомобиль в гангстерских фильмах. Повозка окружена. Но Планкетт и Маклейн исчезли, а вместо них оказалась бомба с горящим фитилём! Как?! Разве это физически возможно? Мы не должны спрашивать, потому что мы очень-очень восхищены таким ловким и неожиданным трюком.
«San Francisco Chronicle» определяет фильм как «не оправдавшуюся попытку сделать костюмированную драму XVIII века для подростковой аудитории».
Обозреватель «Коммерсанта» Лидия Маслова упоминает многочисленные претензии к фильму в том, что он более схож с клипами MTV, но для себя отмечает его «ироничную сдержанность, английскость без чопорности и дружелюбие к зрителю без фамильярности».